# Rhaconotus ollivieri
Rhaconotus ollivieri är en stekelart som först beskrevs av Giraud 1869.  Rhaconotus ollivieri ingår i släktet Rhaconotus och familjen bracksteklar. Inga underarter finns listade i Catalogue of Life.